# Xuân An, An Khê
Xuân An là một xã thuộc thị xã An Khê, tỉnh Gia Lai, Việt Nam.
Xã Xuân An có diện tích 27,93 km², dân số năm 2009 là 3.504 người, mật độ dân số đạt 125 người/km².